# Friedrich von Wick (Verwaltungsbeamter)

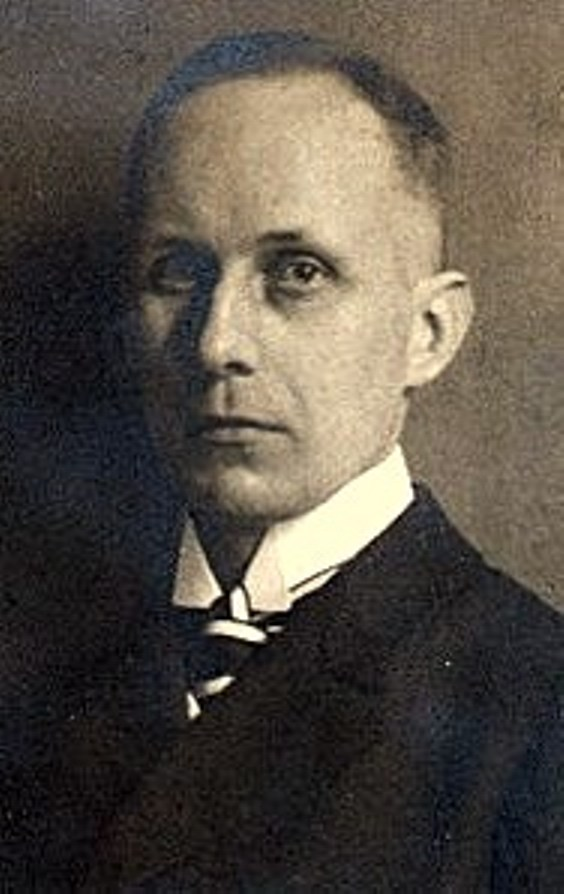
Friedrich von Wick, um 1930

Friedrich Bernhard Adolf Georg Wilhelm von Wick, zur Unterscheidung vom namensgleichen Großvater und Vater auch Friedrich III. von Wick genannt. (* 9. März 1886 in Dreibergen (Bützow); † 12. Oktober 1973 in Rostock) war ein deutscher Philologe, Historiker  und Verwaltungsbeamter in Mecklenburg.

## Leben

### Kindheit und Bildung
Friedrich III. von Wick war erstes von drei Kindern und erster Sohn des Majors a. D. und Polizeiinspektors Friedrich von Wick sowie dessen Frau Elisabeth (Eleonore Caroline Auguste), geborene von Pressentin (1857–1913). Mit seiner Geburt trat er in die mecklenburgische Linie des Adelsgeschlechts Wick ein, das 1764 von der Erzherzogin Maria Theresia von Österreich in den Adelsstand erhoben wurde.
Seine schulische Laufbahn begann er zu Ostern 1893, als er das städtische Realgymnasium in Bützow besuchte. Dort erlangte er am 21. März 1905 sein Reifezeugnis. Um seine Kenntnisse in Latein und Altgriechisch zu vertiefen, wechselte er für ein Jahr an das Friderico-Francisceum in Doberan, wo er in Pension bei Praepositus Westphal lebte. Von Ostern 1906 bis Ostern 1907 studierte von Wick an der Universität Rostock, gefolgt von einem Semester an der Universität Freiburg und einem weiteren in Straßburg. Von Ostern 1908 bis 1911 setzte er sein Studium an der Universität Rostock fort, wobei er sich hauptsächlich mit Geschichte, Philosophie und Geographie befasste. Am 30. November 1911 bestand er die Großherzogliche Prüfung für das Lehramt in Mecklenburg.

### Wirken
Am 1. April 1912 trat er als Einjährig-Freiwilliger in das königlich preußische Infanterie-Regiment Prinz Moritz von Anhalt-Dessau ein. Nach seiner militärischen Ausbildung begann er an Ostern 1913 das Vorbereitungs- und Seminarjahr an der Domschule Güstrow. Seine Lehrtätigkeit trat er ebenfalls an Ostern 1914 an der Großen Stadtschule Rostock an, wo er als wissenschaftlicher Hilfslehrer wirkte. Der Ausbruch des Ersten Weltkriegs unterbrach jedoch seine berufliche Laufbahn, und am 3. August 1914 wurde er zum Heeresdienst einberufen. Er trat dem Ersatzbataillon des Großherzoglich Mecklenburgischen Füsilier-Regiments Nr. 90 bei und wurde bald der 4. Kompanie des Reserve-Infanterie-Regiments Nr. 214 zugeteilt. Dort nahm er an den Flandernschlachten teil. Nach mehreren Einsätzen und einer Erkrankung kehrte er Anfang 1915 in seine Heimat zurück. Im Laufe des Krieges wurde er zum Vizefeldwebel und später zum Leutnant der Reserve befördert, bevor er 1918 in französische Gefangenschaft geriet.
Nach seiner Rückkehr in die Heimat fand von Wick eine Anstellung als wissenschaftlicher Hilfslehrer an der städtischen Realschule in Rostock. Zudem engagierte er sich in der Jugendgerichtshilfe und unterrichtete in verschiedenen Volksbildungskursen. Angesichts der ungewissen Perspektiven auf eine feste Anstellung im höheren Schuldienst bewarb er sich um eine Position in der kommunalen Selbstverwaltung. Am 5. April 1921 wurde er zum Amtshauptmann des neu gegründeten Amtes Waren an der Müritz, dem späteren Landkreis Waren, gewählt.
In den folgenden Jahren baute er die Verwaltung des Amtsbezirks auf, zudem war er in mehreren Nebenämtern aktiv, unter anderem in der Landdrosteischulbehörde. Nach Beendigung seiner Amtszeit im April 1932 kehrte er nach Rostock zurück. Sein Nachfolger in Waren wurde Walter Pufpaff. In Rostock setzte von Wick seine akademische Ausbildung fort und widmete sich intensiv der Erforschung der Geschichte seiner Familie sowie der Genealogie. Er arbeitete an der Erstellung von Ahnentafeln und vertiefte sich in die Sippenforschung – eine Leidenschaft, die ihn bereits während seiner Schulzeit begleitete.
Der Amtshauptmann a. D. Friedrich III. von Wick verstarb im Alter von 87 Jahren in Rostock. Mit seinem Tod erlosch der letzte männliche Nachkomme des Adelsgeschlechts Wick, das in Mecklenburg ansässig war. Damit fand der Zweig der mecklenburgischen Linie der Familie ein endgültiges Ende. Er fand seine letzte Ruhestätte auf dem Rostocker Friedhof.

## Familie
Am 27. Februar 1923 heiratete von Wick in Stuer Maria Charlotte (Richilde Friederike Mathilde) von Bülow (a.d.H.Dessin). Sie wurde am 29. August 1893 auf dem väterlichen Gut geboren und war die Tochter des Rittergutsbesitzers Anton (Hans Karl) von Bülow (1842–1916) und seiner Gemahlin Elisabeth (Friederike Dorothea Gustava), geb. von Uslar (1854–1933) (a.d.H. Wilhelmshof). Maria Charlotte verbrachte ihre Kindheit an verschiedenen Orten in Mecklenburg und erhielt keinen regulären Schulunterricht, sondern wurde von Erzieherinnen unterrichtet. Später besuchte sie eine soziale Frauenschule in Rostock und arbeitete anschließend als Wohlfahrtspflegerin. Nach ihrer Heirat engagierte sie sich ehrenamtlich in sozialen Organisationen und wurde schließlich Stadtverordnete in Waren. Im Jahr 1932 zog sie nach Rostock, wo sie aktiv im Deutschen Roten Kreuz mitwirkte. Maria Charlotte verstarb am 29. August 1977 in Rostock-Evershagen. Das Paar blieb kinderlos.

## Auszeichnungen
- 1915 Eiserne Kreuz II. Klasse
- 1915 Militärverdienstkreuz II. Klasse
- 1933 Kriegserinnerungsmedaille (Österreich)
- 1933 Ungarische Weltkriegs-Erinnerungsmedaille
- 1935 Ehrenkreuz des Weltkrieges